# Psammophax
Psammophax es un género de foraminífero bentónico de la subfamilia Psammosphaerinae, de la familia Psammosphaeridae, de la superfamilia Psammosphaeridae, del Suborden Saccamminina y del orden Astrorhizida. Su especie tipo es Psammophax consociata. Su rango cronoestratigráfico abarca desde el Devónico hasta la Actualidad.

## Discusión
Clasificaciones previas incluían Psammophax en la Superfamilia Astrorhizoidea, así como en el Suborden Textulariina y/o Orden Textulariida.

## Clasificación
Psammophax incluye a las siguientes especies:
- Psammophax bipartita
- Psammophax consociata
- Psammophax liasina
- Psammophax tasmanica